# Назаре
Назаре́ (порт.  Nazaré; [nɐzɐ'ɾɛ]) — город в Португалии, центр одноимённого муниципалитета в составе округа Лейрия. Численность населения — 10,1 тыс. жителей (посёлок), 15,1 тыс. жителей (муниципалитет). Посёлок и муниципалитет входит в экономико-статистический регион Центр и субрегион Оэште. По старому административному делению входил в провинцию Эштремадура.
Покровителем посёлка считается Дева Мария (порт. Maria). Праздник посёлка — 8 сентября.

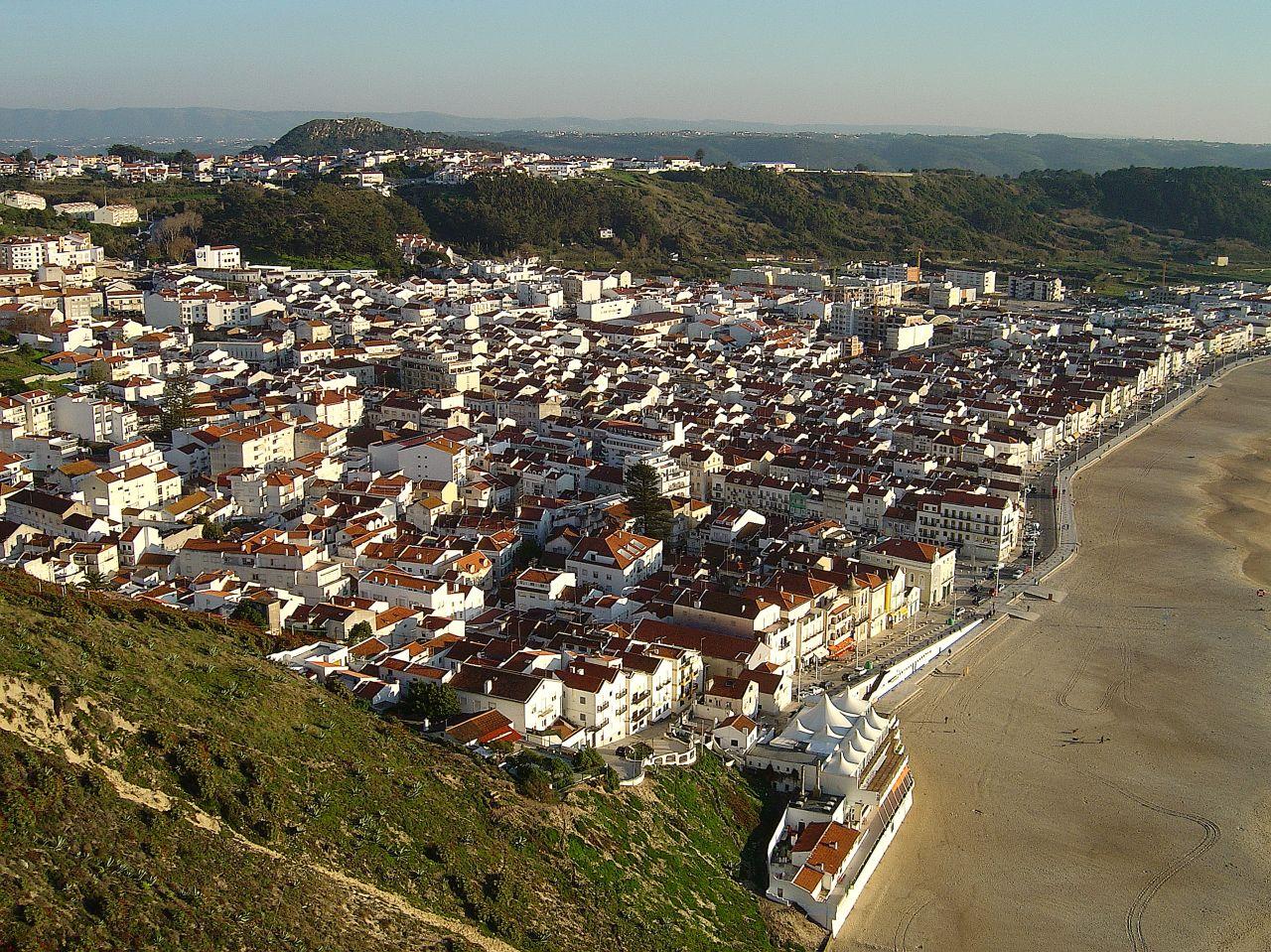

## Расположение
Посёлок расположен в 28 км на юго-запад от адм. центра округа города Лейрия на реке Алкоа.
Муниципалитет граничит:
- на севере — с муниципалитетом Алкобаса
- на востоке — с муниципалитетом Алкобаса
- на юге — с муниципалитетом Алкобаса
- на западе — с Атлантическим океаном

## Население
| Население муниципалитета Назаре (1801—2004) | Население муниципалитета Назаре (1801—2004) | Население муниципалитета Назаре (1801—2004) | Население муниципалитета Назаре (1801—2004) | Население муниципалитета Назаре (1801—2004) | Население муниципалитета Назаре (1801—2004) | Население муниципалитета Назаре (1801—2004) | Население муниципалитета Назаре (1801—2004) | Население муниципалитета Назаре (1801—2004) |
| ------------------------------------------- | ------------------------------------------- | ------------------------------------------- | ------------------------------------------- | ------------------------------------------- | ------------------------------------------- | ------------------------------------------- | ------------------------------------------- | ------------------------------------------- |
| 1801                                        | 1849                                        | 1900                                        | 1930                                        | 1960                                        | 1981                                        | 1991                                        | 2001                                        | 2004                                        |
| 2877                                        | 4277                                        | 8393                                        | 10 406                                      | 13 511                                      | 15 436                                      | 15 313                                      | 15 060                                      | 14 904                                      |

## Достопримечательности
Поселок основан в 1514 году.
- Квартал Ситиу (Sitio) расположен на высоком холме, откуда открывается замечательная панорама.
- Церковь Богоматери (Santuário de Nossa Senhora da Nazaré). Когда во второй половине XIV века главная городская часовня перестала вмещать всех желающих, король Фердинанд XIV приказал построить новый храм. Однако к нашему дню от того сооружения ничего не осталось — церковь перестраивалась несколько раз; самым решительным образом — в XVII веке.
- Огромные волны Praia Do Norte. В зимнее время года толпы туристов приезжают к северному пляжу Назаре, возле маяка Farol de Nazare. В период с октября по февраль в этом месте встают огромные волны. Высота волн порой превышает тридцать метров. Они напоминают волны-убийцы. Профессиональные бигвэйв серферы и кайтсерферы едут в Назаре чтобы поймать эти волны. Именно на этой волне был поставлен мировой рекорд на самую большую волну, по которой едет серфер. Рекорд принадлежал американцу Гаррету Макнамаре. Но в ноябре 2017 года, Родриго Коха — профессиональный бразильский серфер, эффектно покорил гигантскую волну высотой 24,3 метра.[1] Но официально бразильца наградили только весной 2018-го. Покорив самую высокую волну, Родриго Коха попал в книгу рекордов Гинесса. Первыми Российскими бигвейв серферами, покорившими волны Назаре стали Андрей Овчинников и Андрей Карр (команда Monster Wave), которые в октябре 2016 года ловили более чем 18-метровые волны.[2] Так же там проходят соревнования Международной Лиги Серфинга по большим волнам. Российский представитель бигвэйв серфинга Сергей Мысовский так же тренируется на Praia Do Norte[3]

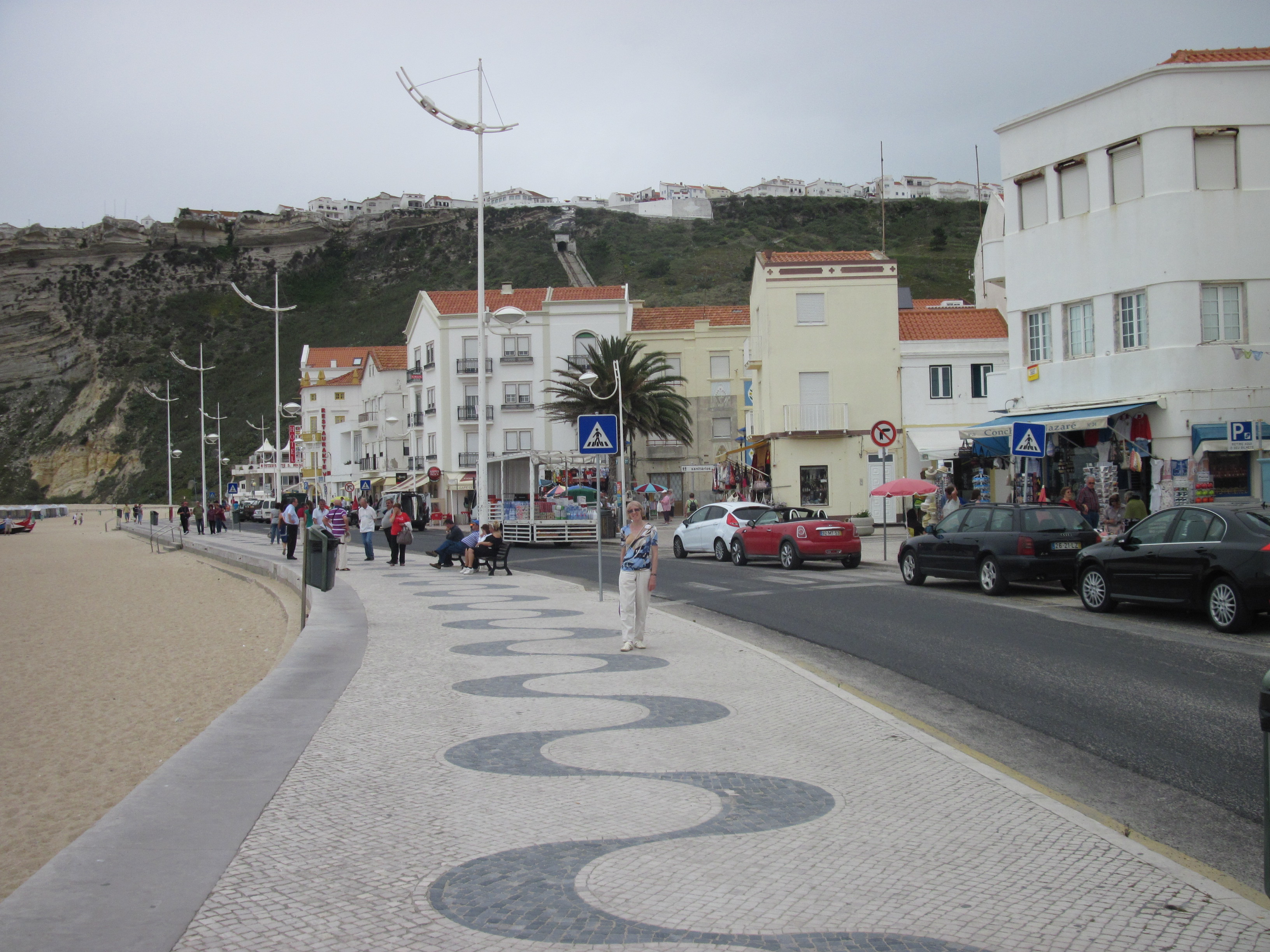
Набережная в Назаре

- Часовня Capela da Memória. По преданию, на месте, где сейчас стоит часовня, Богоматерь спасла Д.Фуаса Рупиньо, португальского короля XII века, когда тот в туманное утро охотился в этих местах на оленей и чуть не сорвался в пропасть. В знак этого чуда — спасения его жизни — тот поставил часовню Памяти, в которую потянулись паломники со всей Европы. За 900-летнюю историю она почти не изменилась — это крошечное квадратное сооружение до сих пор является главной достопримечательностью небольшого города.
- Этнографический и археологический музей (Museu de arte sacra reitor luís nési). В небольшом музее компактно умещаются отдел археологии, этнографии, истории, скульптуры, художеств и фотографии. В каждом из них вся история региона и города. Самый интересные стенды — с историей национального костюма (одна из важных достопримечательностей города заключается в том, что женщины здесь до сих пор с удовольствием одеваются так же, как и их родственники двести лет назад) и рыболовства.
- Музей религиозных искусств (Museu de arte sacra reitor luís nési). В правом крыле главного храма города находится небольшой музей искусства, со статуями, картинами, серебряными вазами и почему-то историческими документами. Большинство музейных объектов в той или иной степени связаны с образом Богоматери, которая до сих пор является одним из культов жителей Назаре.
- Форт Сау Мигел Арканжу (Forte de são miguel arcanjo). На дальнем конце мыса в 1577 году по приказу короля Себастиана построили укрепление для обороны от возможных нападений с воды алжирских, марокканских и норманских пиратов. В следующий раз слава пришла к форту во время оккупации Португалии армией Наполеона — тогда в нём засели французские солдаты, откуда их с вилами наперевес выгоняли португальские крестьяне.
- Дом-музей рыбака (Casa museu do pescador). Назаре считается главной рыболовной деревней Португалии и отсутствие подобного музея в городе было бы просто странным. В нём можно посмотреть в каких интерьерах жили рыболовы со своими семьями между 1930 и 1950 годами, на каких лодках выходили в море, как рыбачили, и как потом обходились со своим уловом.

## Транспорт
Фуникулёр — самое удобное средство в городе, чтобы добраться из нижей части в верхнюю и обратно. Соорудили его в 1889 году, в 1963 году он сломался (без жертв не обошлось), пять лет он простаивал, после чего фуникулёр электрифицировали, и с тех пор он работал бесперебойно и без опасности для чьей-либо жизни. Длина трассы фуникулёра — 318 метров, которые он преодолевает за три минуты. В сентябре 2023 года фуникулёр снова сломался и на данный момент находится на реконструкции.

## Районы
В муниципалитет входят следующие районы:

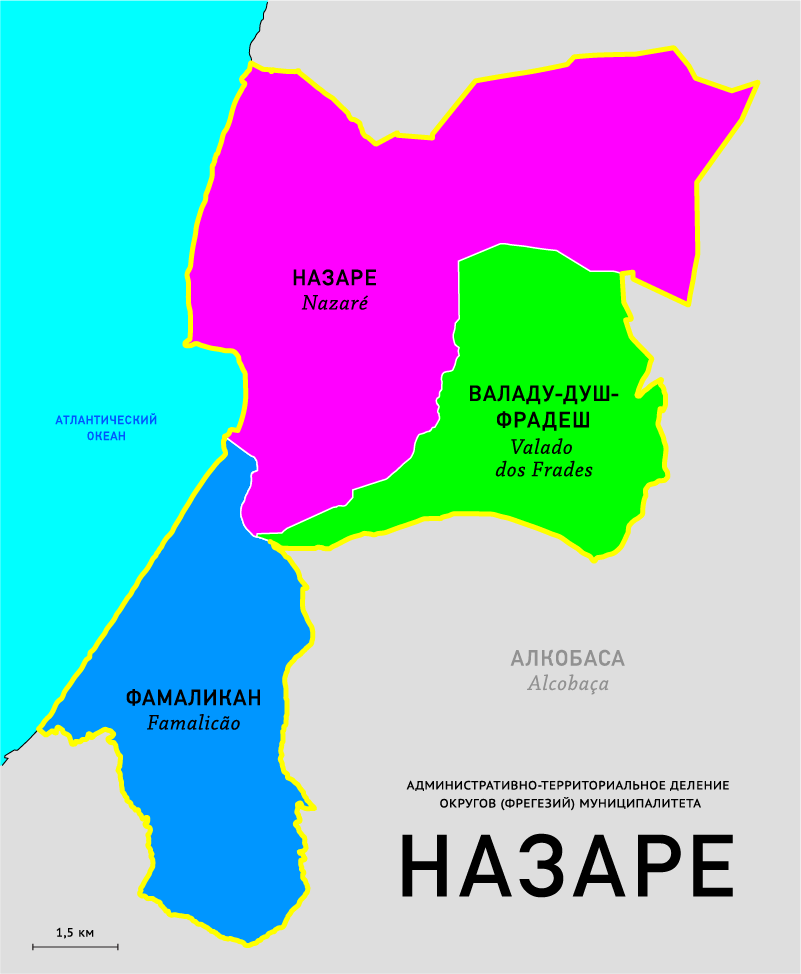
Административно-территориальное деление округов
(фрегезий) муниципалитета Назаре

- Фамаликан
- Назаре
- Валаду-душ-Фрадеш

## Спорт
В городе базируется команда «Сотао», которая выступает в чемпионате Португалии по пляжному футболу. Назаре неоднократно принимал международные турниры по пляжному футболу, такие как Кубок европейских чемпионов или Евролига. В 2020 году городской пляжный стадион был назван в честь Джордана — португальского игрока в пляжный футбол, который начинал карьеру именно в Назаре.